# Reinis Reinholds
Reinis Reinholds (Ventspils, Letonia, 26 de septiembre de 1997) es un futbolista letón que juega en la posición de portero. Actualmente milita en el Pafos FC de la Primera División de Chipre en calidad de cedido por el A.C. Pisa 1909 de Italia.

## Carrera

### Primeros años
Empezó jugando en los escalafones inferiores del FK Ventspils, con el que incluso llegó a debutar en el primer equipo, si bien su carrera se limitó a jugar en el filial sobre todo.Después de estar a prueba en el Birmingham City pasa a formar parte del filial del Latina Calcio de la Serie B. Luego pasa igualmente a estar a prueba en el Calcio Padova.

### Salto a la profesionalidad
Finalmente pasa a formar parte de la plantilla del Padova, en el que no llegó a debutar y tras una temporada pone rumbo al Civitanovese Calcio de la Serie D. En el mercado de invierno de esa misma temporada es liberado por el club y ficha por el Racing Roma donde llegó a estar bajo la mirada del Chelsea FC con el que incluso llegó a hacer una prueba.
En agosto de 2018 pasa a formar parte del AC Pisa 1909 con el que firma un contrato de 3 años, pero en ninguna de las 2 temporadas en las que estuvo en club antes de ser cedido al Pafos FC de Chipre llegó a debutar.